# Microrégion de Salinas
 (février 2025).
Si vous disposez d'ouvrages ou d'articles de référence ou si vous connaissez des sites web de qualité traitant du thème abordé ici, merci de compléter l'article en donnant les références utiles à sa vérifiabilité et en les liant à la section « Notes et références ».
La microrégion de Salinas est l'une des sept microrégions qui subdivisent le Nord du Minas, dans l'État du Minas Gerais au Brésil.
Elle comporte 17 municipalités qui regroupaient 211 158 habitants en 2006 pour une superficie totale de 17 837 km2.

## Municipalités[1]
- Águas Vermelhas
- Berizal
- Curral de Dentro
- Divisa Alegre
- Fruta de Leite
- Indaiabira
- Montezuma
- Ninheira
- Novorizonte
- Rio Pardo de Minas
- Rubelita
- Salinas
- Santa Cruz de Salinas
- Santo Antônio do Retiro
- São João do Paraíso
- Taiobeiras
- Vargem Grande do Rio Pardo